# Ceinture volcanique d'Anahim
Ne doit pas être confondu avec Point chaud d'Anahim.
La ceinture volcanique d'Anahim (en anglais Anahim Volcanic Belt) est une ceinture volcanique de Colombie-Britannique, au Canada. Constituée par un ensemble de volcans, elle se situe à cheval sur la chaîne Côtière et le plateau intérieur.